# Maria Seweryn
Maria Ludwika Seweryn (ur. 23 marca 1975 w Warszawie) – polska aktorka filmowa i teatralna, była dyrektorka Och-Teatru w Warszawie.

## Życiorys
W 1998 ukończyła warszawską Akademię Teatralną. W filmie zadebiutowała w 1993 r. W latach 1998–1999 występowała na deskach Teatru Powszechnego w Warszawie. Członek Zarządu Fundacji Krystyny Jandy Na Rzecz Kultury.
Występowała także w Teatrze Rozmaitości (1999), Teatrze Rampa (2000), Teatrze Komedia (2001), Teatrze Współczesnym (2002−2003), Teatrze Polskim (2002), Teatrze im. Wandy Siemaszkowej (2003), Teatrze Polonia (od 2005) i Och-Teatrze (od 2010).

## Życie prywatne
Córka aktorów Krystyny Jandy i Andrzeja Seweryna. Była żona Roberta Jaworskiego, matka trojga dzieci: Leny (ur. 1997), Jadwigi (ur. 2004) i Aarona (ur. 2016).

## Filmografia
- Dyrygent (1979) jako Marysia, córka Marty i Adama
- Kolejność uczuć (1993) jako Julia Kasprusiak
- Wielki Tydzień (1995) jako panna Marta
- Matka swojej matki (1996) jako Alicja
- Pół serio (2000) jako 3 role: Aga, studentka medycyny w „noweli z ostrym seksem”; Lea, siostra Skywalkera w „Ósmej pieczęci”; Leni, gosposia mecenasa w „Procesie”
- Gubertig (2002)
- Julia wraca do domu (2002) jako Dorota
- Kasia i Tomek (seria II) (2003) jako lesbijka Karolina, koleżanka Kasi
- Męskie-żeńskie (2003–2004) jako weterynarz Wanda, córka Lilki
- Glina (2004) jako Elżbieta Zarębska
- Wiedźmy (2005) jako Agata
- 0 1 0 (2007)
- Boisko bezdomnych (2007) jako była żona Jacka
- Idealny facet dla mojej dziewczyny (2008) jako Inga Warwas, reżyserka filmu, w którym mają zagrać główni bohaterowie
- Zwerbowana miłość (2009)
- Koniec świata (etiuda szkolna, 2010) jako Gosia
- Dzień kobiet (2012) jako nauczycielka Misi
- Amok (2017) jako nauczycielka Krzysia Bali
- Krakowskie potwory (2022) jako matka „Lucky'ego”
- Różczyczka 2 (2023) jako Dorota Warczewska, przyrodnia siostra Joanny
- Rojst. Millenium (2024) jako córka Witolda Wanycza (odc. 6)

## Spektakle teatralne
- 2005 – Miss HIV (reż. Maciej Kowalewski, Teatr Polonia; od 2010 Och-Teatr)[2]
- 2006 – Trzy siostry (reż. Natasha Parry-Brook, Krystyna Janda, Krystyna Zachwatowicz, Teatr Polonia)
- 2007 – Darkroom (reż. Przemysław Wojcieszek, Teatr Polonia, Och-Teatr)
- 2007 – Kobiety w sytuacji krytycznej (reż. Krystyna Janda, Teatr Polonia, Och-Teatr)
- 2007 – Lament na Placu Konstytucji jako Justyna (reż. Krystyna Janda, Teatr Polonia)
- 2008 – Przyjacielowi, który nie uratował mi życia (reż. Michał Sieczkowski, Przestrzeń Wymiany Działań Arteria)
- 2008 – Bóg (reż. Krystyna Janda, Teatr Polonia)
- 2008 – Dowód (reż. Andrzej Seweryn, Teatr Polonia)
- 2010 – Koza, albo kim jest Sylwia? (reż. Kasia Adamik i Olga Chajdas, Och-Teatr)
- 2012 – Mayday jako Mary Smith (reż. Krystyna Janda, Och-Teatr)
- 2013 – Mayday 2 jako Mary Smith (reż. Krystyna Janda, Och-Teatr)

## Spektakle w Teatrze TV
- Dziady (1997)
- Wniebowstąpienie (1997)
- Gorący oddech pustyni (1999) jako Aptekarzówna
- Klub kawalerów (2000) jako bufetowa Mina
- Zazdrość (2001) jako Inka Maria Rudnik
- Gra miłości i przypadku (2002) jako Lizetta
- Tartuffe, czyli obłudnik (2002) jako Marianna
- Martwa królewna (2003) jako Nina
- Przypadek Klary (2003) jako Klara
- Fotoplastikon (2005)